# Hipster Whale
Hipster Whale — австралийский независимый разработчик и издатель видеоигр. Компания была основана 20 ноября 2014 года Энди Сумом и Мэттом Холлом незадолго до создания игры Crossy Road. Компания также создала игры Shooty Skies, Pac-Man 256 (в сотрудничестве с Bandai Namco Entertainment) и Disney Crossy Road (в сотрудничестве с Disney Interactive Studios).

## История
Встретившись на GCAP (Game Center: Asia Pacific) 2013, Энди Сум и Мэтт Холл решили основать компанию. Название появилось в ходе обсуждения игр с моделью free-to-play, и в разговоре прозвучало слово «кит». Во время разговора Сум начал рисовать кита, который впоследствии стал логотипом компании. В дальнейшем Сум и Холл оставили кита в качестве талисмана.
На разработку первой игры, Crossy Road, планировалось потратить в общей сложности шесть недель, но, увидев её потенциал, разработчики потратили на нее более 12 недель. Crossy Road была вдохновлена играми с линейным движением (современные преемники классических платформенных игр), такими как Temple Run и Flappy Bird. Название и концепция игры основаны на шутке «Зачем курица перешла дорогу?».
22 мая 2015 года Bandai Namco Entertainment и Hipster Whale анонсировали игру Pac-Man 256, в которой Пакман пытается убежать от призраков. 20 августа состоялся релиз игры, а 22 июня 2016 года игра вышла на Windows, PlayStation 4 и Xbox One.
В марте 2016 года Hipster Whale объявила о создании спин-оффа Crossy Road — Disney Crossy Road, который будет издаваться Disney Interactive Studios. 20 июля компания объявила о своем переходе к изданию видеоигр и назначила бывшего сотрудника Atari и Krome Studios Melbourne Клару Ривз президентом Hipster Whale; до этого она работала в Film Victoria. 7 сентября компания выпустила обновление к Disney Crossy Road, которое добавило в игру персонажей из Корпорации монстров и режим под названием «Weekend Challenge».
В 2020 году вышло продолжение Crossy Road под названием Crossy Road Castle. Игра доступна только на Apple Arcade, поддерживает до четырех игроков, и в неё можно играть как с помощью сенсорного управления, так и с помощью контроллера. Игроки оказываются в процедурно генерируемой башне, состоящей из нескольких уровней, и должны работать вместе, чтобы добраться до выхода.

## Разработанные игры
| Год  | Название           | Жанр                                | Платформы                                                   |
| ---- | ------------------ | ----------------------------------- | ----------------------------------------------------------- |
| 2014 | Crossy Road        | Бесконечная аркадная мобильная игра | iOS, tvOS, Android, Windows Phone                           |
| 2015 | Pac-Man 256        | Бесконечная аркадная мобильная игра | iOS, Android, Windows, PlayStation 4, Xbox One, OS X, Linux |
| 2015 | Shooty Skies       | Бесконечная аркадная мобильная игра | iOS, Android                                                |
| 2016 | Disney Crossy Road | Бесконечная аркадная мобильная игра | iOS, Android, Windows Phone                                 |
| 2018 | Piffle             | Бесконечная аркадная мобильная игра | iOS, Android                                                |
| 2020 | Crossy Road Castle | Бесконечная аркадная мобильная игра | iOS                                                         |